# جوزی
جوزی، روستایی از توابع بخش مرکزی شهرستان بافق در استان یزد ایران است.

## جمعیت
این روستا در دهستان کوشک قرار دارد و براساس سرشماری مرکز آمار ایران در سال ۱۳۸۵، جمعیت آن 0 نفر (0خانوار) بوده‌است.